# International Accounting Standards Committee
Das International Accounting Standards Committee (IASC) wurde am 29. Juni 1973 als Vorgängerorganisation des International Accounting Standards Board (IASB) in London gegründet. Sie war eine privatrechtliche Organisation der Berufsverbände der Wirtschaftsprüfer aus Deutschland, Großbritannien, Irland, Frankreich, den Niederlanden, Australien, Japan, Kanada, Mexiko und den USA. Die Zielsetzung war von Beginn an die Formulierung und die Veröffentlichung internationaler Rechnungslegungsstandards sowie die Vereinheitlichung ländereigener Rechnungslegungsnormen. Das IASC veröffentlichte in der Zeit von 1973 bis 2000 insgesamt 41 International Accounting Standards, von denen heute noch 29 in Kraft sind. Die Organisation wurde am 1. April 2001 durch das International Accounting Standards Board (IASB) abgelöst. 

## Entwicklung
Um sich von der Berufsorganisation der Wirtschaftsprüfer zu lösen und um die Effizienz als auch die Effektivität zu verbessern wurde im Jahr 2000 eine Neuorganisation des IASC erreicht. Es wurde eine Dachorganisation, die International Accounting Standards Committee Foundation (IASCF) sowie das für die fachliche Arbeit zuständige International Accounting Standard Board eingerichtet.
Grundsätzliche Organisationsstruktur ist nunmehr die der Stiftung. Die International Accounting Standards Committee Foundation (IASCF), eine Stiftung privaten Rechts, gegründet am 6. Februar 2001, hat ihren Sitz in Delaware (USA). Das International Accounting Standards Board (IASB), hervorgegangen aus dem International Accounting Standards Committee (IASC), nahm am 1. April 2001 seine Arbeit auf. Sie hat, genauso wie ihr Vorgänger, ihren Sitz in London und wird durch Einlagen von Wirtschaftsprüfergesellschaften, privaten Finanzinstitutionen und Industrieunternehmen aus der ganzen Welt und anderen internationalen und professionellen Organisationen finanziert.

## Struktur
Die Trägergesellschaft des International Accounting Standards Board ist nach der Reorganisation des internationalen Regelungsgebers die International Accounting Standards Committee Foundation (IASCF). Im Wesentlichen besteht sie aus den 22 Treuhändern (sog. Trustees), dem International Accounting Standards Board, dem International Financial Reporting Interpretations Committee sowie dem Standard Advisory Council.
Die zweiundzwanzig unabhängigen Treuhänder haben insbesondere die Aufgabe der Ernennung der Mitglieder des International Accounting Standards Board (IASB), International Financial Reporting Interpretations Committee (IFRIC) und Standard Advisory Council. In ihren Zuständigkeitsbereich gehört zugleich die Überprüfung der Strategie sowie die Effektivität des International Accounting Standards Board (IASB). Des Weiteren stellen sie die Finanzierung der Stiftung mit ihren Organen sicher und entscheiden über mögliche Satzungsänderungen. Es sei darauf hingewiesen, dass die Treuhänder bei der Findung der internationalen Rechnungslegungsstandards ausgeschlossen sind.
Ein wichtiges Organ ist das International Accounting Standards Board (IASB). Das Board hat 14 Mitglieder, davon sind zwölf in Vollzeit und zwei in Teilzeit beschäftigt, welche die unterschiedlichsten Aufgaben wahrnehmen. Die Aufgaben sind die Ausarbeitung der internationalen Rechnungslegungsstandards. Darunter fällt die Ausarbeitung von Entwürfen, Bearbeitung von Stellungnahmen und Führung der öffentlichen Diskussion zu den Entwürfen bis zur Verabschiedung der International Financial Reporting Standards (IFRS), sowie Änderungen bestehender internationaler Standards. Die von 1973 bis 2000 vom International Accounting Standards Committee veröffentlichten 41 internationalen Standards heißen International Accounting Standards und die nach 2000 veröffentlichten Standards schildern die International Financial Reporting Standards. Zusätzlich führt die International Accounting Standards Board Feldstudien durch, um die Umsetzbarkeit der neuen International Financial Reporting Standards (IFRS) zu prüfen. Bei der Wahrnehmung seiner Aufgaben kann sich das International Accounting Standards Board der Hilfe nationaler Rechnungslegungsgremien oder anderer Organisationen bedienen, um weltweit Anerkennung der Standards zu erreichen.
Im Zuge der Neuorganisation wurde das International Financial Reporting Interpretations Committee (IFRIC) im Dezember 2001 als Nachfolger des Standing Interpretations Committee gegründet. Es besteht aus zwölf stimmberechtigten Mitgliedern, daneben fungiert der „Director of Technical Activities“ des International Accounting Standards Board (IASB) als Vorsitzender, der in diesem Gremium über kein Stimmrecht verfügt. Ihre Aufgabe ist es, Auslegungen in Fällen, bei denen International Financial Reporting Standards (IFRS)/International Accounting Standards (IAS) Rechnungslegungsstandards unterschiedlich oder falsch interpretiert werden, bzw. neue Sachverhalte in den bisherigen Standards nicht ausreichend gewürdigt wurden, zu veröffentlichen. Das Komitee tagt alle sechs Wochen und veröffentlicht zunächst die Auslegungen zur öffentlichen Diskussion als Entwurf. Die endgültigen Interpretationen sind im Anschluss durch das Board zu genehmigen.
Das Standards Advisory Council ist ein Forum für Einzelpersonen und internationale Organisationen. Es besteht etwa aus 50 Mitgliedern, die ein breites geographischen sowie beruflichen Spektrum inhaltlich abdecken sollen. Die Möglichkeit der Einflussnahme auf das International Accounting Standards Board und die International Financial Reporting Standards (IFRS) beschränkt sich auf die Rolle eines Ratgebers des International Accounting Standards Board (IASB) im Hinblick auf fachliche und sonstige Fragen. Bei allen wichtigen Projekten des International Accounting Standards Board (IASB) ist jedoch der Rat zu konsultieren. Er tritt grundsätzlich mindestens dreimal jährlich zusammen.

## Ziele
Im öffentlichen Interesse verpflichtet sich die Stiftung mit ihrer Arbeit an der Entwicklung eines weltweit einzigen Satzes an hochwertigen, verständlichen und durchsetzbaren Rechnungslegungsstandards. Die Absichten sind transparente und vergleichbare Informationen in den Unternehmensabschlüssen und den sonstigen Finanzberichten zu fördern. Dies unterstützt die Teilnehmer in den Kapitalmärkten der Welt bei wirtschaftlichen Entscheidungen. Zusätzlich arbeitet das Board mit nationalen Rechnungslegungsgremien oder anderen Organisationen zusammen, um die ländereigenen Rechnungslegungsstandards in einem weltweit einheitlichen Standard zusammenzuführen.
Mission Statement: „The Board is committed to developing, in the public interest, a single set of high quality, understandable and enforceable global accounting standards that require transparent and comparable information in general purpose financial statements. In addition the Board cooperates with national accounting standard setters to achieve convergence in accounting standards around the world.“
Das International Accounting Standards Board (IASB) allein trägt die Verantwortung zur Herausgabe neuer International Financial Reporting Standards (IFRS) sowie zur Veränderung bestehender International Accounting Standards (IAS). Die in der Vergangenheit vom International Accounting Standards Committee (IASC) herausgegebenen International Accounting Standards (IAS) wurden vom International Accounting Standards Board (IASB) übernommen und haben weiterhin unverändert Gültigkeit. Die vom International Accounting Standards Board (IASB) neu entwickelten Rechnungslegungsstandards werden als International Financial Reporting Standards (IFRS) verfasst.
Da es sich beim International Accounting Standards Board (IASB) um eine privatrechtliche nichteuropäische Rechnungslegungsinstitution handelt, entfalten die von ihr erlassenen International Financial Reporting Standards (IFRS)/International Accounting Standards (IAS) selbst keine rechtliche Wirkung. Um dies zu erreichen, müssen die internationalen Rechnungslegungsstandards zuerst in nationales Recht übernommen werden. Die Anwendung der internationalen Rechnungslegungsstandards durch die Unternehmen ist ohne Übernahme in nationales Recht freiwillig.